# Pura Meduwe Karang

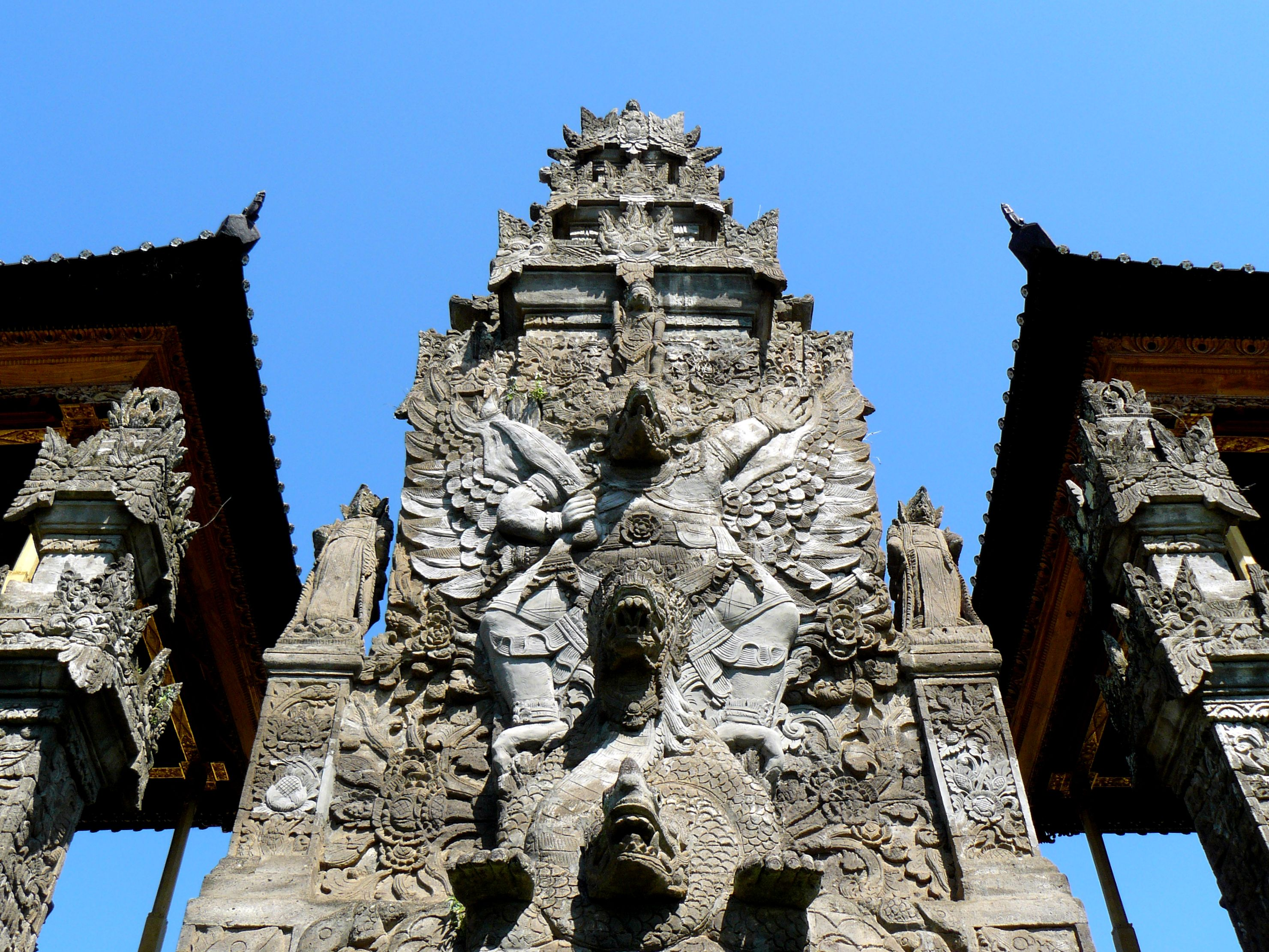
Relevos decorativos típicos do norte do Bali no Pura Meduwe Karang

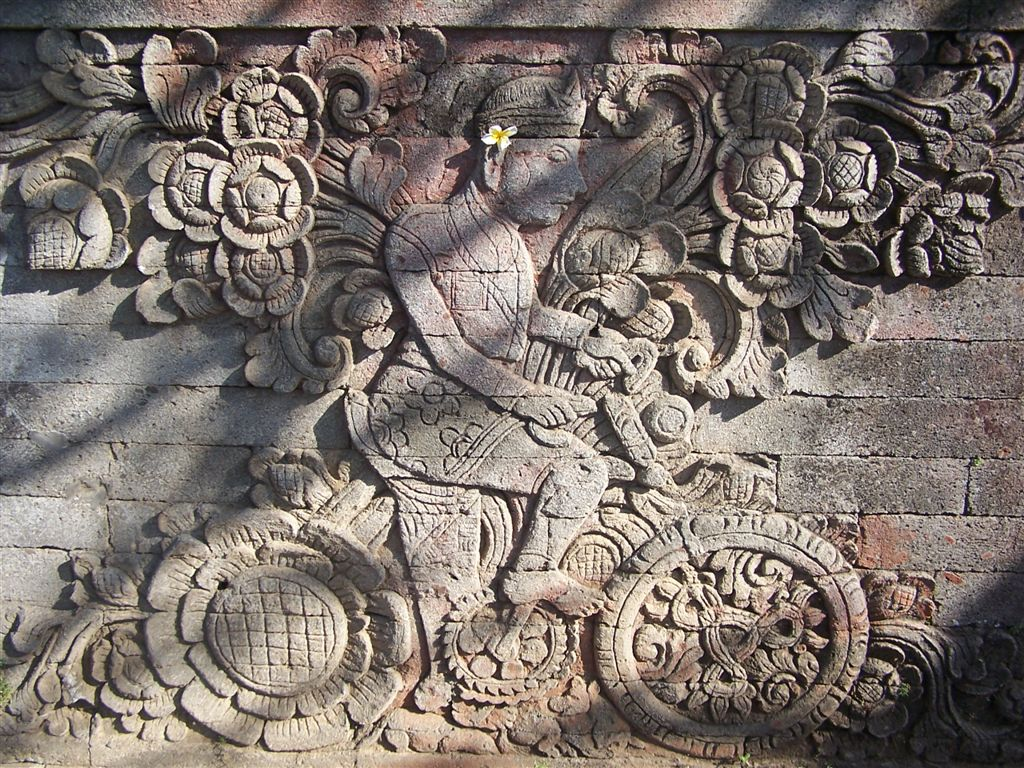
Relevo de ciclista, que se acredita representar o artista holandês W.O.J. Nieuwenkamp

O Templo Meduwe Karang (em balinês: Pura Meduwe Karang ou Pura Maduwe Karang) é um puras ( templo hindu balinês) situado no norte da ilha do Bali, Indonésia, no kabupaten (regência) de Buleleng, na aldeia de Kubutambahan, 12 km a leste da cidade de Singaraja. Pelas suas dimensões, é um dos principais templos do Bali.

## Descrição
O templo foi construído em 1890 por pessoas originárias da aldeia de Bulian, entretanto desaparecida, que se estabeleceram em Kubutambahan. É dedicado a Batara Meduwe Karang ("senhor que possui o solo"), um deus que protege a fertilidade das terras agrícolas. O templo tem também santuários dedicados ao deus do sol Surya e à Mãe Terra Ibu Prtiwi, todos relacionados com a proteção da fertilidade da terra. O complexo está rodeado de muros, os quais são reforçados por pilares com decoração floral.
À entrada do templo há um conjunto de 36 estátuas de pedra que representam personagens do épico hindu Ramáiana. Estas esculturas estão dispostas em três níveis, com treze no nível inferior, dez no nível intermédio e treze na parte detrás do nível superior. A figura central é Kumbhakarna, o raxasa irmão de Ravana, que está rodeado pelas tropas de macacos de Sugriva. Duas escadarias geminadas conduzem ao terraço da entrada (jaba pura). Daí, um candi bentar (uma porta monumental que se assemelha a um templo em forma de torre no qual foi aberta uma passagem de alto a baixo) dá acesso ao jaba pisan, a zona sagrada exterior do pura. O jaba pisan é basicamente um pátio usado principalmente para concentrações de fiéis durante as celebrações religiosas. Nesse pátio há uma pavilhão usado para espetáculos de gamelão durante alguns eventos.
A zona intermédia (jaba tengah) é acessível desde o jaba pisan através de um candi bentar com quatro andares. No jaba tengah há dois pavilhões simétricos.
O santuário interior (jero), a zona mais sagrada do pura, é acessível a partir do jaba tengah por outro candi bentar. No interior do jero há outro candi bentar, o qual dá acesso à parte mais alta do complexo, no qual se situa um santuário em forma de torre, o Betara Luhur Ing Angkasa. Este é decorado com relevos nas paredes que representam personagens lendárias balinesas. O santuário principal é flanqueado por outros dois santuários, um dedicado a Ratu Ayu Sari (uma manifestação da Mãe Terra Ibu Prtiwi) e outro dedicado a Ratu Ngurah Sari, o protetor dos produtos da terra.

## Relevos
Ao lado do santuário principal há uma relevo com um ocidental numa bicicleta, que representa o artista holandês W.O.J. Nieuwenkamp, que explorou o Bali de bicicleta em 1904. Não é a única representação de ocidentais em templos balineses: no Pura Dalem de Jagaraga, a leste de Singaraja, há um relevo com um automóvel coduzido por estrangeiros de barba que estão sob a mora de um gangster armado com um revólver. O relevo do ciclista foi muito alterado durante os restauros levados a cabo na sequência dos graves danos provocados pelo  sismo de 1917. Durante os restauros foi adicionada mais decoração floral do que a existente originalmente.
Outro relevo mostra a deusa Durga na sua manifestação como Mahisasuramardini, a banidora do touro maléfico. A deusa é representada como Rangda sentada com os joelhos abertos, mostrando a vagina, cujas secreções são lambidas por um cão. A sua mão direita está sobre uma cabeça humana e o pé direito pisa uma cabeça de touro.